# The Berzerker
The Berzerker byla extrémní metalová kapela z Melbourne. Kapela byla silně ovlivněna starším death metalem a grindcorem, a může být charakterizována jako směs death metalu, industrial metalu, a speedcoru s jemným dotykem gabba techna. Zakladatel kapely, Luke Kenny, definuje žánr kapely jako industrial death metal.
K roku 2008 vydali pět řadových CD, The Berzerker (2000), Dissimulate (2002), World of Lies (2005), Animosity (2007) a The Reawakening (2008), z toho první čtyři u Earache Records a poslední u vlastního labelu, nazvaného Berzerker Industries. Během vydání prvních dvou alb byla kapela tvořena čtyřmi členy, označovanými pouze jako The Vocalist (zpěvák), The Guitarist (kytarista), The Bassist (baskytarista), a The Drummer (bubeník), kteří se objevovali pouze s maskami na hlavách. Po vydání třetího alba už kapela vystupovala bez masek.
DVD dokument The Principles and Practices of The Berzerker (2004) obsahuje několik hodin živě zachyceného materiálu z koncertu, spolu se spoustou fotografií — včetně fotografií členů kapely bez masek.
Většina videoklipů kapely byla stažena z televizního vysílání, například díky údajnému riziku možného epileptického záchvatu klipu Forever, a neúnosně morbidního materiálu klipu Reality, který obsahoval fotografie mrtvých lidských těl nebo jejich částí.
V roce 2010 kapela přerušila svou činnost až do konce roku 2019, kdy frontman kapely Luke Kenny oznámil, že na rok 2020 chystají nové album.

## Členové
- Luke Kenny — zpěv
- Sam — baskytara/kytara/zpěv
- Adrian — kytara/baskytara
- Ed — kytara
- Jason — občasná kytara a baskytara

### Zakládající členové
- Gary Thomas — bicí
- Sam aka. „Toby“
- Mark — baskytara

### Členové při turné
- Matt Wilcock — kytara
- Dave Gray — bicí

## Diskografie
- No? (EP) (1996)
- Inextricable Zenith (EP) (1998)
- Broken (EP) (1999)
- Demos 1998 (1999)
- The Berzerker (2000)
- Dissimulate (2002)
- World of Lies (2005)
- Animosity (2007)
- The Reawakening (2008)

## Videografie
- The Principles and Practices of The Berzerker (DVD) (2004)